# راتينغ رمضان (برنامج)
 Ramadan Rating هو برنامج حواري رمضاني من إنتاج 2015 عرض لأول مرة في 18 جوان 2015 أي 01 رمضان 1436 بث على قناتي النهار و قناة إم تي في اللبنانية و هو من تقديم الإعلاميان الشهيران وسام بريدي و ميساء مغربي
عُرض البرنامج طيلة شهر رمضان الكريم و يهدف إلى تنهيد الطريق لأولى جوائز للدراما الرمضانية في العالم العربي و على مدى 30 حلقة يستضيف البرنامج نخبة من نجوم السينما العربية من الممثلين و المنتجين و المخرجين الذين شاركو في المسلسل الرمضاني الذي سيناقش من قبلهم و من قبل مقدما البرنامج و طبعا هذه المسلسلات ستتنافس على من المسلسل الذي سيأخد أعلى نسبة مشاهدة في رمضان 1436

## فكرة البرنامج
يعتبر برنامج Rating Ramadan البرنامج الفريد من فكرته و تقتمد فكرته على استضافت فنانين ( ممثلين . منتحين . مخرجين ) وتربط بين هؤلاء أنهم أبطال مسلسل يعرض في شهر رمضان و يناقشون ذلك العمل مع مقدما البرنامج و تمنح للجمهور معلومات عن خفايا العمل و تتيح لهم كذلك فرصة التصويت لاختيار المسلسل الرمضاني الأفضل

## المسلسلات و الضيوف البرنامج
| الحلقة | المسلسل                     | ضيوف الحلقة                                   |
| ------ | --------------------------- | --------------------------------------------- |
| 1      | يأنا يأنتي (مسلسل)          | فيفي عبده و سمية الخشاب و سامح الصريطي        |
| 2      | ذهاب و عودة (مسلسل)         | أحمد السقا                                    |
| 3      | 24 قيراط (مسلسل)            | عابد فهد و ماغي بو غصن و سيرين عبد النور      |
| 4      |                             |                                               |
| 5      | حواري بوخاريست (مسلسل)      | أمير كرارة و دينا و مي سليم                   |
| 6      |                             |                                               |
| 7      |                             |                                               |
| 8      |                             |                                               |
| 9      | بين السريات (مسلسل)         | باسم سمرة و أيتن عامر                         |
| 10     | ألف ليلة وليلة (مسلسل 2015) | شريف منير و آسر ياسين و نسرين طافش            |
| 11     | دنيا 2(مسلسل)               | أمل عرفة و شكران مرتجى                        |
| 12     | العراب - نادي الشرق (مسلسل) | جمال سليمان و أمل بوشوشة                      |
| 13     | أحمد و كريستينا (مسلسل)     | سابين و وسام صليبا                            |
| 14     | مريم (مسلسل)                | هيفاء وهبي و حسن حسني                         |
| 15     |                             |                                               |
| 16     | لعبة إبليس (مسلسل)          | يوسف شريف و فريال يوسف                        |
| 17     | بعد البداية (مسلسل)         | خالد سليم و روجينا و طارق لطفي                |
| 18     | أوراق التوت (مسلسل)         | صابرين و ماجد العبيد و هيدي كرم               |
| 19     |                             |                                               |
| 20     |                             |                                               |
| 21     |                             |                                               |
| 22     | ولي العهد (مسلسل)           | لوسي و ريم البارودي و حمادة هلال              |
| 23     | الكابوس (مسلسل)             | غادة عبد الرازق                               |
| 24     |                             |                                               |
| 25     |                             |                                               |
| 26     | تحت السيطرة (مسلسل)         | نيللي كريم و ظافر العابدين                    |
| 27     |                             |                                               |
| 28     | حق ميت (مسلسل)              | حسن الرداد و إيمي سمير غانم                   |
| 29     | العراب (مسلسل)              | ناظلي الرواس و مكسيم خليل و عبد المنعم عمايري |
| 30     |                             | إلهام شاهين و فاروق الفيشاوي                  |